# Resolució 400 del Consell de Seguretat de les Nacions Unides
La Resolució 400 del Consell de Seguretat de les Nacions Unides, adoptada el 7 de desembre de 1976 en una sessió privada, després de considerar la qüestió sobre la recomanació relativa al nomenament del Secretari General, el Consell va recomanar a l'Assemblea General que Kurt Waldheim fos nomenat com a Secretari General per un segon període començant l'1 de gener de 1977 i acabant el 31 de desembre de 1981.